# Dârza, Dâmbovița
Dârza este un sat în comuna Crevedia din județul Dâmbovița, Muntenia, România. Se află în partea de sud-est a județului,  în Câmpia Vlăsiei. Stație de cale ferată.